# Norges runinskrifter 540
N 540 är en vikingatida halsring av silver påträffat år 1905 på ön Senja (Botnhamn) i Lenviks socken i Senja kommun i Troms fylke i norra Norge.

## Inskriften
Translitterering av runraden:
§A furu- trikia frislats a 
§B uit auk uiks fotum uir skiftum
Normalisering till fornvästnordiska:
§A Fóru[m] drengja Fríslands á 
§B vit, ok vígs fôtum vér skiptum.
Översättning till nusvenska:
Vi åkte ut för att besöka Frisiska män och bytte stridskläder med dem
Michael Wood menar att kenning om stridskläder, som omfattar rustning och annat krigsutrustning och alla slag av vapen, är fullt av mörkt vikingatida ironi: ett enda sett att ta av kläderna från fiender är ad döda dem, och kenningen menar att Frisiska drengar var besegrade. En annan översättning av Magnus Olsen lyder därför "Vi for till möte med Frislands drengar och krigsbyte vi (mellan oss) delade". Av språkligt synpunkt kan det betyda fredlig expedition och byte, men vem skulle skriva ett vers om sådan? Ristaren hade trolige varit svenskt och tåget till Frisia gick från Svenskt territorium.